# ファーマ-フレンチの3ファクターモデル
ファーマ-フレンチの3ファクターモデル（英: Fama-French three factor model）とは、株式の期待収益率のクロスセクション構造を記述するモデル。1993年にユージン・ファーマとケネス・フレンチにより発表された。ファーマ-フレンチの3ファクターモデルは市場ポートフォリオ(時価総額加重平均型株価指数)、時価総額、簿価時価比率(PBRの逆数)の3つの要素を株式収益率のクロスセクションにおける共変動の説明要因としている。ファーマ-フレンチの3ファクターモデルは、それ以前に主要な資産価格モデルであった資本資産価格モデル(CAPM)に比べ、モデルの説明力(精度)が高いことが後述するような多様な研究によって確認されており、学術と実務の別を問わず主要な資産価格モデルの一つとして認識されている。特に提案者の一人であるユージン・ファーマはこの業績も含めた資産価格の実証研究についての貢献により2013年のノーベル経済学賞を受賞している。

## 概要
ファーマ-フレンチの3ファクターモデルの下で株式 {\displaystyle i} の期待収益率{\displaystyle R_{i}} は以下の式で決定される。
{\displaystyle R_{i}-r=\beta _{i}^{MKT}(R_{M}-r)+\beta _{i}^{SMB}SMB+\beta _{i}^{HML}HML}
ここで {\displaystyle r} は安全資産の金利であり、{\displaystyle R_{M}} は市場ポートフォリオの期待収益率、{\displaystyle SMB} は時価総額に対するリスクファクター、{\displaystyle HML} は簿価時価比率(PBRの逆数)に対するリスクファクターである。{\displaystyle \beta _{i}^{MKT},\beta _{i}^{SMB},\beta _{i}^{HML}} はそれぞれ市場ポートフォリオのリスクプレミアム、時価総額リスクファクター、簿価時価比率リスクファクターに対する各株式に固有の感応度である。市場に存在するあらゆる株式の期待収益率が3つの共通ファクターとそれに対する各株式固有の感応度によって決定されるため、株式の期待収益率のクロスセクション構造を記述するモデルとなっている。
資本資産価格モデル(CAPM)においては株式の期待収益率は
{\displaystyle R_{i}-r=\beta _{i}^{MKT}(R_{M}-r)}
で決定されるため、ファーマ-フレンチの3ファクターモデルにおいてはCAPMに加えて時価総額と簿価時価比率のリスクファクターの項が追加されている。ファーマ-フレンチの3ファクターモデルはロバート・マートンの異時点間CAPM(ICAPM)やステファン・ロスの裁定価格理論(APT)と同様の構造となっている。

## 歴史
歴史的にはファーマ-フレンチの3ファクターモデルはCAPMの発展形と見なすことが出来る。1950年代から1970年代に関して理論的に発展したCAPMは、当時においては実証的に成功を収め、株式の期待収益率のクロスセクション構造を記述する上でのスタンダードモデルとなった。しかし、1970年代後半からCAPMでは説明できないアノマリーが観測されるようになる。代表的なアノマリーとして、時価総額が小さい株式ほど収益率が高くなる小型株効果や、PBRが小さい(簿価時価比率が大きい)株式ほど収益率が高くなるバリュー株効果などがある。
このような批判に対応してユージン・ファーマとケネス・フレンチは1992年に発表した論文で米国株式市場において当時発見されていた4つの代表的アノマリー要因である時価総額、簿価時価比率、レバレッジ比率、E/P(PERの逆数)は時価総額と簿価時価比率に集約されることを実証的に示した。彼らはこの研究を発展させ、1993年に期待収益率を市場ポートフォリオのリスクプレミアム、時価総額リスクファクター、簿価時価比率リスクファクターの3要因で記述するファーマ-フレンチの3ファクターモデルを提案し、そのモデルの米国株式市場における実証的妥当性を示したのである。

## 影響
1993年当時、既に効率的市場仮説の確立などの業績により実証ファイナンスにおいて名声を得ていたファーマが提案したファーマ-フレンチの3ファクターモデルは大きなインパクトを与えた。その影響は実証ファイナンスという分野に留まらず、ファーマ-フレンチの3ファクターモデルはコーポレート・ファイナンス、金融工学、会計学、経営学などの金融市場に関連した他の学問分野や実務においても新たなスタンダードモデルの一つとして認識されるようになった。また米国外の株式市場においてもファーマ-フレンチの3ファクターモデルの有用性が実証されている。特にファーマはファーマ-フレンチの3ファクターモデルを含めた資産価格の実証分析に対する貢献により2013年のノーベル経済学賞を受賞している。

## ファーマ-フレンチの3ファクターモデルはなぜ有効か
ファーマ-フレンチの3ファクターモデルがなぜ有効かを説明するには2つの方向性があり、効率的市場仮説や投資家の合理性などの伝統的経済学の価値観に沿ったものと行動ファイナンス理論に沿ったものがある。
ファーマとフレンチ自身は前者の立場を取っており、ファーマ-フレンチの3ファクターモデルを発表した論文の前年に出版されたCAPMの妥当性を実証的に否定した論文では、時価総額と簿価時価比率は投資家のリスク態度を反映するファクターを代理しているにすぎないとした仮説を立てている。つまり、市場の株式はあくまで適正に価格付けられていて、時価総額が小さい株式や簿価時価比率が高い株式はそのファンダメンタルズに起因した高いリスクプレミアムが要求されているに過ぎないという仮説である。実際にファーマとフレンチは1995年に米国株式市場において簿価時価比率が高い企業は将来の利益が小さくなり、逆に簿価時価比率が低い企業は将来の利益が高くなる傾向にあることを実証した論文を発表している。
行動ファイナンス理論としての説明は例えば簿価時価比率リスクファクターが有効なのは投資家の過剰反応によるミスプライシングに起因しているという説がある。過去の営業利益が良かった企業の株式(グロース株)はナイーブな投資家にその傾向が将来も続くと見なされること(投資家の過剰反応)で購入され、簿価時価比率の分母にあたる時価の部分が増大することで簿価時価比率が減少し、逆に過去の営業利益が悪かった企業の株式(バリュー株)は売られることで簿価時価比率が増大する傾向にあると考える。この状況下ではバリュー株戦略を取ることで価格がファンダメンタルズに収斂する過程で利益が得られ、簿価時価比率リスクファクターの有効性が検出されるという仮説である。Josef Lakonishok, アンドレ・シュライファー, Robert Vishnyは米国株式市場においてこの過剰反応仮説を実証的に検証し、リスクファクター仮説より過剰反応仮説を支持した論文を発表している。
どちらの説も一定の説得力はあるが、2000年代以降の研究においてはリスクファクター仮説の方が有力になっている。

## 批判
ファーマ-フレンチの3ファクターモデルへの代表的な批判の一つとして、経済学の数理モデルとしての基礎が存在しないことがある。例えば、CAPMはミクロ経済学の一般均衡理論により導出されるが、ファーマ-フレンチの3ファクターモデルをそのような数理モデルの結果として表すことは難しく、実証的に当てはまりの良い統計モデルとしての側面が大きい。ファーマとフレンチ自身は時価総額ファクターと簿価時価比率ファクターはICAPMにおける状態変数模倣ポートフォリオとして見なせると述べているが、時価総額ファクターと簿価時価比率ファクターを状態変数模倣ポートフォリオとして見なすことが出来る経済学的なメカニズムを数理モデルとして記述することはしていない。
また、ファーマ-フレンチの3ファクターモデルで捉えられないアノマリーとしてモメンタム効果がある。モメンタム効果とは過去に収益率が良かった株式はそれ以降も収益率が良く、逆に過去に収益率が悪かった株式はそれ以降も収益率が悪くなるという現象である。ファーマ-フレンチの3ファクターモデルではこのモメンタム効果が説明できないことが他ならぬファーマとフレンチ自身によって確かめられている。

## 実際の推定法
ファーマ-フレンチの3ファクターモデルを実際のデータに当てはめるためには、次の線形回帰式に最小二乗法を適用して推定する。
{\displaystyle {\widetilde {R}}_{i,t}-r=\alpha _{i}+\beta _{i}^{MKT}({\widetilde {R}}_{M,t}-r)+\beta _{i}^{SMB}{\widetilde {SMB}}_{t}+\beta _{i}^{HML}{\widetilde {HML}}_{t}+\epsilon _{i,t},\quad t=1,\dots ,T}
{\displaystyle {\widetilde {R}}_{i,t},{\widetilde {R}}_{M,t},{\widetilde {SMB}}_{t},{\widetilde {HML}}_{t}} はそれぞれ時点 {\displaystyle t} において実際に観測された株式 {\displaystyle i} の収益率、市場ポートフォリオの収益率、時価総額リスクファクター、簿価時価比率リスクファクターであり、{\displaystyle \epsilon _{i,t}} は誤差項である。また {\displaystyle \alpha _{i}} は定数項で、ファーマ-フレンチの3ファクターモデルが成立するためにはその値は0であることが統計的仮説検定により確かめられなければならない。市場ポートフォリオの収益率はS&P500などの時価総額加重平均型株価指数の収益率や実際に市場に存在する株式から時価総額加重平均ポートフォリオを作ることで代理できるが、時価総額リスクファクターと簿価時価比率リスクファクターはどのような変数で代理するかは自明ではない。そこでファーマとフレンチは以下のような方法で時価総額リスクファクターと簿価時価比率リスクファクターの代理変数を計算した。
市場に存在する株式は無限に小さく分割して購入または空売り可能だと仮定する。ここで市場に存在するあらゆる株式を時価総額の大小と簿価時価比率の高低により2×3=6個のグループに分ける。つまり、時価総額が下位50%かつ簿価時価比率が上位30%、時価総額が下位50%かつ簿価時価比率が中位40%、時価総額が下位50%かつ簿価時価比率が下位30%、時価総額が上位50%かつ簿価時価比率が上位30%、時価総額が上位50%かつ簿価時価比率が中位40%、時価総額が上位50%かつ簿価時価比率が下位30%、という6つのグループに分けることになる。そして各グループについて、そのグループに属する全ての株式から時価総額加重平均ポートフォリオを作る。
ここで更に時価総額下位50%にあたる3つのグループのポートフォリオを1/3ドルずつ購入し、時価総額上位50%にあたる3つのグループのポートフォリオを1/3ドルずつ空売りするポートフォリオを考える。この時、この新たなポートフォリオの組成費用はゼロであり、このポートフォリオの収益率を時価総額リスクファクターの代理とするのである。時価総額リスクファクターは通常 {\displaystyle SMB} と表されるが、これはSmall Minus Big という代理変数の作り方を表している。簿価時価比率リスクファクターも同様に、簿価時価比率上位30%にあたる2つのグループのポートフォリオを1/2ドルずつ購入し、下位30%の2グループのポートフォリオを1/2ドルずつ空売りするポートフォリオの収益率で代理する。簿価時価比率リスクファクターの {\displaystyle HML} はHigh Minus Low を意味している。

## 更なる進展
ファーマ-フレンチの3ファクターモデルが発表された後も更なる新しい資産価格モデルが発表されている。Mark Carhartにより1997年に発表されたCarhartの4ファクターモデルはファーマ-フレンチの3ファクターモデルに加え、モメンタム効果を捉えるファクターが追加されている。また2014年にはファーマとフレンチ自身の手によりファーマ-フレンチの3ファクターモデルに加え、企業の営業利益に対するリスクファクター {\displaystyle RMW} (Robust Minus Weak) と前年の企業の総資産変化率に対するリスクファクター {\displaystyle CMA} (Conservative Minus Aggressive) を付け加えた5ファクターモデルが発表されている。